# Francia en los Juegos Olímpicos de Innsbruck 1964
Francia estuvo representada en los Juegos Olímpicos de Innsbruck 1964 por un total de 24 deportistas que compitieron en 5 deportes.  
El portador de la bandera en la ceremonia de apertura fue el patinador artístico Alain Calmat.

## Medallistas
El equipo olímpico francés obtuvo las siguientes medallas:
| Nombre              | Deporte            | Competición       |
| ------------------- | ------------------ | ----------------- |
| Oro                 |                    |                   |
| François Bonlieu    | Esquí alpino       | Eslalon M         |
| Christine Goitschel | Esquí alpino       | Eslalon F         |
| Christine Goitschel | Esquí alpino       | Eslalon gigante F |
| Plata               |                    |                   |
| Léo Lacroix         | Esquí alpino       | Descenso M        |
| Christine Goitschel | Esquí alpino       | Eslalon F         |
| Christine Goitschel | Esquí alpino       | Eslalon gigante F |
| Alain Calmat        | Patinaje artístico | Individual M      |
| Bronce              |                    |                   |
| —                   |                    |                   |